# Wael Gomaa
Wael Gomaa Kamel El Hooty (in arabo وائل جمعة‎?; Mahalla, 3 agosto 1975) è un ex calciatore egiziano, di ruolo difensore.
Pilastro della retroguardia dell'Al-Ahly e della nazionale egiziana, con i Red Devils - società di cui è ritenuto una bandiera - ha vinto 29 titoli, tra cui sette campionati egiziani e sei Coppe dei Campioni d'Africa.
Con la selezione dei Faraoni - con cui vanta 114 presenze - si è laureato Campione d'Africa per tre edizioni consecutive: nel 2006, nel 2008 e nel 2010.

## Caratteristiche tecniche
Roccioso difensore centrale, tra le sue doti spiccano - oltre allo stacco aereo, che lo porta ad essere pericoloso su palla inattiva - forza fisica, senso della posizione e la precisione negli interventi.

## Carriera

### Club
Muove i suoi primi passi nelle giovanili del Ghazl El-Mehalla, prima di accordarsi con l'Al-Ahly nel 2001 imponendosi come titolare al centro della difesa. Il 27 maggio 2014 annuncia il proprio ritiro.

### Nazionale
Esordisce con la selezione dei Faraoni il 26 aprile 2001 contro la Corea del Sud in amichevole, subentrando all'85' al posto di Hazem Emam. Prende parte alla Coppa d'Africa 2006, disputata in Egitto e vinta in finale contro la Costa d'Avorio ai calci di rigore. Sotto la guida di Hassan Shehata, parteciperà anche alle due successive edizioni, vinte dagli egiziani.

## Dopo il ritiro
Il 19 luglio 2014 viene nominato direttore sportivo dell'Al-Ahly. L'11 agosto 2015 lascia l'incarico per via di alcune divergenze con la società.

## Statistiche

### Presenze e reti nei club
Statistiche aggiornate al 15 aprile 2014.
| Stagione                | Squadra                 | Campionato              | Campionato | Campionato | Coppe nazionali | Coppe nazionali | Coppe nazionali | Coppe continentali | Coppe continentali | Coppe continentali | Altre coppe | Altre coppe | Altre coppe | Totale | Totale |
| Stagione                | Squadra                 | Comp                    | Pres       | Reti       | Comp            | Pres            | Reti            | Comp               | Pres               | Reti               | Comp        | Pres        | Reti        | Pres   | Reti   |
| ----------------------- | ----------------------- | ----------------------- | ---------- | ---------- | --------------- | --------------- | --------------- | ------------------ | ------------------ | ------------------ | ----------- | ----------- | ----------- | ------ | ------ |
| 1995-1996               | Ghazl El-Mehalla        | PL                      | 1          | 0          | CE              | 0               | 0               | -                  | -                  | -                  | -           | -           | -           | 1      | 0      |
| 1996-1997               | Ghazl El-Mehalla        | PL                      | 9          | 0          | CE              | 0               | 0               | -                  | -                  | -                  | -           | -           | -           | 9      | 0      |
| 1997-1998               | Ghazl El-Mehalla        | PL                      | 10         | 2          | CE              | 0               | 0               | -                  | -                  | -                  | -           | -           | -           | 10     | 2      |
| 1998-1999               | Ghazl El-Mehalla        | PL                      | 13         | 1          | CE              | 0               | 0               | -                  | -                  | -                  | -           | -           | -           | 13     | 1      |
| 1999-2000               | Ghazl El-Mehalla        | PL                      | 22         | 0          | CE              | 0               | 0               | -                  | -                  | -                  | -           | -           | -           | 22     | 0      |
| 2000-2001               | Ghazl El-Mehalla        | PL                      | 27         | 3          | CE              | 0               | 0               | -                  | -                  | -                  | -           | -           | -           | 27     | 3      |
| Totale Ghazl El-Mehalla | Totale Ghazl El-Mehalla | Totale Ghazl El-Mehalla | 82         | 6          |                 | 0               | 0               |                    | -                  | -                  |             | -           | -           | 82     | 6      |
| 2001-2002               | Al-Ahly                 | PL                      | 25         | 2          | CE              | 0               | 0               | CCL+CCL            | 10+8               | 1+0                | SA          | 1           | 0           | 44     | 3      |
| 2002-2003               | Al-Ahly                 | PL                      | 24         | 0          | CE              | 5               | 0               | CC                 | 4                  | 0                  | -           | -           | -           | 29     | 0      |
| 2003-2004               | Al-Ahly                 | PL                      | 22         | 1          | CE              | 0               | 0               | ACL+CCL            | 9+2                | 0                  | SE          | 1           | 0           | 34     | 1      |
| 2004-2005               | Al-Ahly                 | PL                      | 23         | 1          | CE              | 0               | 0               | CCL                | 12                 | 0                  | -           | -           | -           | 35     | 1      |
| 2005-2006               | Al-Ahly                 | PL                      | 16         | 1          | CE              | 3               | 0               | CCL                | 12                 | 0                  | SE+SA+Cmc   | 1+0+2       | 1+0+0       | 34     | 2      |
| 2006-2007               | Al-Ahly                 | PL                      | 17         | 1          | CE              | 1               | 0               | CCL                | 8                  | 0                  | SE+SA+Cmc   | 1+1+3       | 0           | 31     | 1      |
| ago. 2007               | Al-Ahly                 | PL                      | 3          | 0          | CE              | 0               | 0               | CCL                | 0                  | 0                  | SE          | 1           | 0           | 4      | 0      |
| ago. 2007-2008          | Al-Sailiya              | QSL                     | 29         | 10         | EQC             | 0               | 0               | -                  | -                  | -                  | -           | -           | -           | 29     | 10     |
| 2008-2009               | Al-Ahly                 | PL                      | 23+1       | 0          | CE              | 3               | 0               | CCL+CCL+CC         | 8+3+0              | 1+0+0              | SE+SA+Cmc   | 1+1+2       | 0           | 42     | 1      |
| 2009-2010               | Al-Ahly                 | PL                      | 25         | 0          | CE              | 5               | 0               | CCL                | 11                 | 1                  | SE          | 0           | 0           | 41     | 1      |
| 2010-2011               | Al-Ahly                 | PL                      | 26         | 2          | CE              | 1               | 0               | CCL                | 10                 | 1                  | SE          | 1           | 0           | 38     | 2      |
| 2011-2012               | Al-Ahly                 | PL                      | 12         | 2          | -               | -               | -               | CCL                | 7                  | 0                  | -           | -           | -           | 19     | 2      |
| 2012-2013               | Al-Ahly                 | PL                      | 13         | 1          | CE              | 0               | 0               | CCL                | 10                 | 0                  | SE+SA+Cmc   | 0+1+3       | 0           | 27     | 1      |
| 2013-2014               | Al-Ahly                 | PL                      | 9          | 0          | CE              | 0               | 0               | CCL+CC             | 2+2                | 0                  | SA+Cmc      | 1+1         | 0           | 15     | 0      |
| Totale Al-Ahly          | Totale Al-Ahly          | Totale Al-Ahly          | 238+1      | 11         |                 | 18              | 0               |                    | 118                | 4                  |             | 22          | 1           | 397    | 16     |
| Totale carriera         | Totale carriera         | Totale carriera         | 350        | 27         |                 | 18              | 0               |                    | 118                | 4                  |             | 22          | 1           | 509    | 32     |

### Cronologia presenze e reti in nazionale
| Cronologia completa delle presenze e delle reti in nazionale ― Egitto | Cronologia completa delle presenze e delle reti in nazionale ― Egitto | Cronologia completa delle presenze e delle reti in nazionale ― Egitto | Cronologia completa delle presenze e delle reti in nazionale ― Egitto | Cronologia completa delle presenze e delle reti in nazionale ― Egitto | Cronologia completa delle presenze e delle reti in nazionale ― Egitto | Cronologia completa delle presenze e delle reti in nazionale ― Egitto | Cronologia completa delle presenze e delle reti in nazionale ― Egitto |
| Data                                                                  | Città                                                                 | In casa                                                               | Risultato                                                             | Ospiti                                                                | Competizione                                                          | Reti                                                                  | Note                                                                  |
| --------------------------------------------------------------------- | --------------------------------------------------------------------- | --------------------------------------------------------------------- | --------------------------------------------------------------------- | --------------------------------------------------------------------- | --------------------------------------------------------------------- | --------------------------------------------------------------------- | --------------------------------------------------------------------- |
| 26-4-2001                                                             | Il Cairo                                                              | Egitto                                                                | 1 – 2                                                                 | Corea del Sud                                                         | Amichevole                                                            | -                                                                     | 85’                                                                   |
| 4-1-2002                                                              | Il Cairo                                                              | Egitto                                                                | 2 – 0                                                                 | Ghana                                                                 | Amichevole                                                            | -                                                                     |                                                                       |
| 6-1-2002                                                              | Ismailia                                                              | Egitto                                                                | 1 – 2                                                                 | Mali                                                                  | Amichevole                                                            | -                                                                     | 79’                                                                   |
| 31-1-2002                                                             | Bamako                                                                | Egitto                                                                | 2 – 1                                                                 | Zambia                                                                | Coppa d'Africa 2002 - 1º turno                                        | -                                                                     | 85’                                                                   |
| 4-2-2002                                                              | Sikasso                                                               | Camerun                                                               | 1 – 0                                                                 | Egitto                                                                | Coppa d'Africa 2002 - Quarti di finale                                | -                                                                     | 52’                                                                   |
| 8-8-2002                                                              | Alessandria d'Egitto                                                  | Egitto                                                                | 4 – 1                                                                 | Etiopia                                                               | Amichevole                                                            | -                                                                     |                                                                       |
| 20-8-2002                                                             | Alessandria d'Egitto                                                  | Egitto                                                                | 2 – 0                                                                 | Uganda                                                                | Amichevole                                                            | -                                                                     |                                                                       |
| 23-8-2002                                                             | Il Cairo                                                              | Egitto                                                                | 3 – 0                                                                 | Sudan                                                                 | Amichevole                                                            | -                                                                     |                                                                       |
| 27-8-2002                                                             | Alessandria d'Egitto                                                  | Egitto                                                                | 0 – 1                                                                 | Libia                                                                 | Amichevole                                                            | -                                                                     |                                                                       |
| 8-9-2002                                                              | Antananarivo                                                          | Madagascar                                                            | 1 – 0                                                                 | Egitto                                                                | Qual. Coppa d'Africa 2004                                             | -                                                                     |                                                                       |
| 25-11-2002                                                            | Lagos                                                                 | Nigeria                                                               | 1 – 1                                                                 | Egitto                                                                | Amichevole                                                            | -                                                                     |                                                                       |
| 22-12-2002                                                            | Il Cairo                                                              | Egitto                                                                | 0 – 0                                                                 | Ghana                                                                 | Amichevole                                                            | -                                                                     |                                                                       |
| 12-2-2003                                                             | Il Cairo                                                              | Egitto                                                                | 1 – 4                                                                 | Danimarca                                                             | Amichevole                                                            | -                                                                     |                                                                       |
| 19-3-2003                                                             | Porto Said                                                            | Egitto                                                                | 6 – 0                                                                 | Qatar                                                                 | Amichevole                                                            | -                                                                     | 46’                                                                   |
| 31-3-2004                                                             | Il Cairo                                                              | Egitto                                                                | 2 – 1                                                                 | Trinidad e Tobago                                                     | Amichevole                                                            | -                                                                     |                                                                       |
| 24-5-2004                                                             | Il Cairo                                                              | Egitto                                                                | 2 – 0                                                                 | Zimbabwe                                                              | Amichevole                                                            | -                                                                     |                                                                       |
| 29-5-2004                                                             | Il Cairo                                                              | Egitto                                                                | 2 – 0                                                                 | Gabon                                                                 | Amichevole                                                            | -                                                                     |                                                                       |
| 5-9-2004                                                              | Abidjan                                                               | Egitto                                                                | 3 – 2                                                                 | Camerun                                                               | Qual. Mondiali 2006                                                   | -                                                                     |                                                                       |
| 8-10-2004                                                             | Tripoli                                                               | Libia                                                                 | 2 – 1                                                                 | Egitto                                                                | Qual. Mondiali 2006                                                   | -                                                                     |                                                                       |
| 29-11-2004                                                            | Il Cairo                                                              | Egitto                                                                | 1 – 1                                                                 | Bulgaria                                                              | Amichevole                                                            | -                                                                     |                                                                       |
| 8-1-2005                                                              | Il Cairo                                                              | Egitto                                                                | 3 – 0                                                                 | Uganda                                                                | Amichevole                                                            | -                                                                     |                                                                       |
| 4-2-2005                                                              | Seul                                                                  | Corea del Sud                                                         | 0 – 1                                                                 | Egitto                                                                | Amichevole                                                            | -                                                                     |                                                                       |
| 9-2-2005                                                              | Il Cairo                                                              | Egitto                                                                | 4 – 0                                                                 | Belgio                                                                | Amichevole                                                            | -                                                                     |                                                                       |
| 14-3-2005                                                             | Dammam                                                                | Arabia Saudita                                                        | 0 – 1                                                                 | Egitto                                                                | Amichevole                                                            | -                                                                     |                                                                       |
| 27-3-2005                                                             | Il Cairo                                                              | Egitto                                                                | 4 – 1                                                                 | Libia                                                                 | Qual. Mondiali 2006                                                   | -                                                                     | 34’                                                                   |
| 27-5-2005                                                             | Madinat al-Kuwait                                                     | Kuwait                                                                | 0 – 1                                                                 | Egitto                                                                | Amichevole                                                            | -                                                                     | 9’ 46’                                                                |
| 5-6-2005                                                              | Il Cairo                                                              | Egitto                                                                | 6 – 1                                                                 | Sudan                                                                 | Qual. Mondiali 2006                                                   | -                                                                     |                                                                       |
| 19-6-2005                                                             | Abidjan                                                               | Costa d'Avorio                                                        | 2 – 0                                                                 | Egitto                                                                | Qual. Mondiali 2006                                                   | -                                                                     | 81’                                                                   |
| 29-7-2005                                                             | Ginevra                                                               | Egitto                                                                | 5 – 0                                                                 | Qatar                                                                 | Amichevole                                                            | -                                                                     |                                                                       |
| 31-7-2005                                                             | Ginevra                                                               | Egitto                                                                | 0 – 0 dts (5 – 4 dtr)                                                 | Emirati Arabi Uniti                                                   | Amichevole                                                            | -                                                                     |                                                                       |
| 17-8-2005                                                             | Ponta Delgada                                                         | Portogallo                                                            | 2 – 0                                                                 | Egitto                                                                | Amichevole                                                            | -                                                                     |                                                                       |
| 8-10-2005                                                             | Yaoundé                                                               | Camerun                                                               | 1 – 1                                                                 | Egitto                                                                | Qual. Mondiali 2006                                                   | -                                                                     |                                                                       |
| 16-11-2005                                                            | Il Cairo                                                              | Egitto                                                                | 1 – 2                                                                 | Tunisia                                                               | Amichevole                                                            | -                                                                     | 53’                                                                   |
| 27-12-2005                                                            | Il Cairo                                                              | Egitto                                                                | 2 – 0                                                                 | Uganda                                                                | Amichevole                                                            | -                                                                     |                                                                       |
| 5-1-2006                                                              | Alessandria d'Egitto                                                  | Egitto                                                                | 2 – 0                                                                 | Zimbabwe                                                              | Amichevole                                                            | -                                                                     |                                                                       |
| 14-1-2006                                                             | Il Cairo                                                              | Egitto                                                                | 1 – 2                                                                 | Sudafrica                                                             | Amichevole                                                            | -                                                                     |                                                                       |
| 20-1-2006                                                             | Il Cairo                                                              | Egitto                                                                | 3 – 0                                                                 | Libia                                                                 | Coppa d'Africa 2006 - 1º turno                                        | -                                                                     | 26’                                                                   |
| 24-1-2006                                                             | Il Cairo                                                              | Egitto                                                                | 0 – 0                                                                 | Marocco                                                               | Coppa d'Africa 2006 - 1º turno                                        | -                                                                     |                                                                       |
| 28-1-2006                                                             | Il Cairo                                                              | Egitto                                                                | 3 – 1                                                                 | Costa d'Avorio                                                        | Coppa d'Africa 2006 - 1º turno                                        | -                                                                     |                                                                       |
| 3-2-2006                                                              | Il Cairo                                                              | Egitto                                                                | 4 – 1                                                                 | RD del Congo                                                          | Coppa d'Africa 2006 - Quarti di finale                                | -                                                                     |                                                                       |
| 7-2-2006                                                              | Il Cairo                                                              | Egitto                                                                | 2 – 1                                                                 | Senegal                                                               | Coppa d'Africa 2006 - Semifinale                                      | -                                                                     |                                                                       |
| 10-2-2006                                                             | Il Cairo                                                              | Egitto                                                                | 0 – 0 dts (4 – 2 dtr)                                                 | Costa d'Avorio                                                        | Coppa d'Africa 2006 - Finale                                          | -                                                                     | 21’                                                                   |
| 3-6-2006                                                              | Elche                                                                 | Spagna                                                                | 2 – 0                                                                 | Egitto                                                                | Amichevole                                                            | -                                                                     |                                                                       |
| 2-9-2006                                                              | Il Cairo                                                              | Egitto                                                                | 4 – 1                                                                 | Burundi                                                               | Qual. Coppa d'Africa 2008                                             | -                                                                     |                                                                       |
| 7-10-2006                                                             | Gaborone                                                              | Botswana                                                              | 0 – 0                                                                 | Egitto                                                                | Qual. Coppa d'Africa 2008                                             | -                                                                     |                                                                       |
| 15-11-2006                                                            | Brentford                                                             | Egitto                                                                | 1 – 0                                                                 | Sudafrica                                                             | Amichevole                                                            | -                                                                     | 26’                                                                   |
| 7-2-2007                                                              | Il Cairo                                                              | Egitto                                                                | 2 – 0                                                                 | Svezia                                                                | Amichevole                                                            | -                                                                     |                                                                       |
| 3-6-2007                                                              | Nouakchott                                                            | Mauritania                                                            | 1 – 1                                                                 | Egitto                                                                | Qual. Coppa d'Africa 2008                                             | -                                                                     |                                                                       |
| 12-6-2007                                                             | Al Kuwait                                                             | Kuwait                                                                | 1 – 1                                                                 | Egitto                                                                | Amichevole                                                            | -                                                                     |                                                                       |
| 22-8-2007                                                             | Parigi                                                                | Costa d'Avorio                                                        | 0 – 0                                                                 | Egitto                                                                | Amichevole                                                            | -                                                                     |                                                                       |
| 10-1-2008                                                             | Abu Dhabi                                                             | Egitto                                                                | 1 – 0                                                                 | Mali                                                                  | Amichevole                                                            | -                                                                     |                                                                       |
| 13-1-2008                                                             | Alverca do Ribatejo                                                   | Angola                                                                | 3 – 3                                                                 | Egitto                                                                | Amichevole                                                            | -                                                                     | 67’                                                                   |
| 22-1-2008                                                             | Kumasi                                                                | Egitto                                                                | 4 – 2                                                                 | Camerun                                                               | Coppa d'Africa 2008 - 1º turno                                        | -                                                                     |                                                                       |
| 26-1-2008                                                             | Kumasi                                                                | Egitto                                                                | 3 – 0                                                                 | Sudan                                                                 | Coppa d'Africa 2008 - 1º turno                                        | -                                                                     |                                                                       |
| 30-1-2008                                                             | Tamale                                                                | Egitto                                                                | 1 – 1                                                                 | Zambia                                                                | Coppa d'Africa 2008 - 1º turno                                        | -                                                                     |                                                                       |
| 4-2-2008                                                              | Kumasi                                                                | Egitto                                                                | 2 – 1                                                                 | Angola                                                                | Coppa d'Africa 2008 - Quarti di finale                                | -                                                                     | 35’                                                                   |
| 7-2-2008                                                              | Sekondi-Takoradi                                                      | Costa d'Avorio                                                        | 1 – 4                                                                 | Egitto                                                                | Coppa d'Africa 2008 - Semifinale                                      | -                                                                     |                                                                       |
| 10-2-2008                                                             | Accra                                                                 | Camerun                                                               | 0 – 1                                                                 | Egitto                                                                | Coppa d'Africa 2008 - Finale                                          | -                                                                     |                                                                       |
| 26-3-2008                                                             | Il Cairo                                                              | Egitto                                                                | 0 – 2                                                                 | Argentina                                                             | Amichevole                                                            | -                                                                     |                                                                       |
| 1-6-2008                                                              | Il Cairo                                                              | Egitto                                                                | 2 – 1                                                                 | RD del Congo                                                          | Qual. Mondiali 2010                                                   | -                                                                     |                                                                       |
| 7-6-2008                                                              | Gibuti                                                                | Gibuti                                                                | 0 – 4                                                                 | Egitto                                                                | Qual. Mondiali 2010                                                   | -                                                                     | 65’                                                                   |
| 14-6-2008                                                             | Blantyre                                                              | Malawi                                                                | 1 – 0                                                                 | Egitto                                                                | Qual. Mondiali 2010                                                   | -                                                                     |                                                                       |
| 22-6-2008                                                             | Il Cairo                                                              | Egitto                                                                | 2 – 0                                                                 | Malawi                                                                | Qual. Mondiali 2010                                                   | -                                                                     | 47’                                                                   |
| 20-8-2008                                                             | Khartum                                                               | Sudan                                                                 | 4 – 0                                                                 | Egitto                                                                | Amichevole                                                            | -                                                                     | 75’                                                                   |
| 7-9-2008                                                              | Kinshasa                                                              | RD del Congo                                                          | 0 – 1                                                                 | Egitto                                                                | Qual. Mondiali 2010                                                   | -                                                                     |                                                                       |
| 12-10-2008                                                            | Il Cairo                                                              | Egitto                                                                | 4 – 0                                                                 | Gibuti                                                                | Qual. Mondiali 2010                                                   | -                                                                     |                                                                       |
| 19-11-2008                                                            | Il Cairo                                                              | Egitto                                                                | 5 – 1                                                                 | Benin                                                                 | Amichevole                                                            | -                                                                     |                                                                       |
| 23-1-2009                                                             | Il Cairo                                                              | Egitto                                                                | 1 – 0                                                                 | Kenya                                                                 | Amichevole                                                            | -                                                                     |                                                                       |
| 11-2-2009                                                             | Il Cairo                                                              | Egitto                                                                | 2 – 2                                                                 | Ghana                                                                 | Amichevole                                                            | -                                                                     |                                                                       |
| 29-3-2009                                                             | Il Cairo                                                              | Egitto                                                                | 1 – 1                                                                 | Zambia                                                                | Qual. Mondiali 2010                                                   | -                                                                     |                                                                       |
| 30-5-2009                                                             | Mascate                                                               | Oman                                                                  | 0 – 1                                                                 | Egitto                                                                | Amichevole                                                            | -                                                                     |                                                                       |
| 7-6-2009                                                              | Blida                                                                 | Algeria                                                               | 3 – 1                                                                 | Egitto                                                                | Qual. Mondiali 2010                                                   | -                                                                     |                                                                       |
| 15-6-2009                                                             | Bloemfontein                                                          | Brasile                                                               | 4 – 3                                                                 | Egitto                                                                | Conf. Cup 2009 - 1º turno                                             | -                                                                     |                                                                       |
| 18-6-2009                                                             | Johannesburg                                                          | Egitto                                                                | 1 – 0                                                                 | Italia                                                                | Conf. Cup 2009 - 1º turno                                             | -                                                                     | 90’                                                                   |
| 21-6-2009                                                             | Rustenburg                                                            | Egitto                                                                | 0 – 3                                                                 | Stati Uniti                                                           | Conf. Cup 2009 - 1º turno                                             | -                                                                     |                                                                       |
| 5-7-2009                                                              | Il Cairo                                                              | Egitto                                                                | 3 – 0                                                                 | Ruanda                                                                | Qual. Mondiali 2010                                                   | -                                                                     |                                                                       |
| 12-8-2009                                                             | Il Cairo                                                              | Egitto                                                                | 3 – 3                                                                 | Guinea                                                                | Amichevole                                                            | -                                                                     |                                                                       |
| 5-9-2009                                                              | Kigali                                                                | Ruanda                                                                | 0 – 1                                                                 | Egitto                                                                | Qual. Mondiali 2010                                                   | -                                                                     |                                                                       |
| 2-10-2009                                                             | Il Cairo                                                              | Egitto                                                                | 4 – 0                                                                 | Mauritius                                                             | Amichevole                                                            | -                                                                     | 46’                                                                   |
| 10-10-2009                                                            | Chililabombwe                                                         | Zambia                                                                | 0 – 1                                                                 | Egitto                                                                | Qual. Mondiali 2010                                                   | -                                                                     | 65’                                                                   |
| 18-11-2009                                                            | Omdurman                                                              | Algeria                                                               | 1 – 0                                                                 | Egitto                                                                | Qual. Mondiali 2010                                                   | -                                                                     | 25’                                                                   |
| 29-12-2009                                                            | Il Cairo                                                              | Egitto                                                                | 1 – 1                                                                 | Malawi                                                                | Amichevole                                                            | -                                                                     | 57’                                                                   |
| 4-1-2010                                                              | Dubai                                                                 | Egitto                                                                | 1 – 0                                                                 | Mali                                                                  | Amichevole                                                            | -                                                                     | 31’ 84’                                                               |
| 12-1-2010                                                             | Benguela                                                              | Egitto                                                                | 3 – 1                                                                 | Nigeria                                                               | Coppa d'Africa 2010 - 1º turno                                        | -                                                                     |                                                                       |
| 16-1-2010                                                             | Benguela                                                              | Egitto                                                                | 2 – 0                                                                 | Mozambico                                                             | Coppa d'Africa 2010 - 1º turno                                        | -                                                                     |                                                                       |
| 25-1-2010                                                             | Benguela                                                              | Egitto                                                                | 3 – 1 dts                                                             | Camerun                                                               | Coppa d'Africa 2010 - Quarti di finale                                | -                                                                     | 40’                                                                   |
| 28-1-2010                                                             | Benguela                                                              | Algeria                                                               | 0 – 4                                                                 | Egitto                                                                | Coppa d'Africa 2010 - Semifinale                                      | -                                                                     |                                                                       |
| 31-1-2010                                                             | Luanda                                                                | Ghana                                                                 | 0 – 1                                                                 | Egitto                                                                | Coppa d'Africa 2010 - Finale                                          | -                                                                     |                                                                       |
| 3-3-2010                                                              | Londra                                                                | Inghilterra                                                           | 3 – 1                                                                 | Egitto                                                                | Amichevole                                                            | -                                                                     |                                                                       |
| 11-8-2010                                                             | Il Cairo                                                              | Egitto                                                                | 6 – 3                                                                 | RD del Congo                                                          | Amichevole                                                            | -                                                                     |                                                                       |
| 5-9-2010                                                              | Il Cairo                                                              | Egitto                                                                | 1 – 1                                                                 | Sierra Leone                                                          | Qual. Coppa d'Africa 2012                                             | -                                                                     | 15’                                                                   |
| 10-10-2010                                                            | Bangui                                                                | Niger                                                                 | 1 – 0                                                                 | Egitto                                                                | Qual. Coppa d'Africa 2012                                             | -                                                                     |                                                                       |
| 17-11-2010                                                            | Il Cairo                                                              | Egitto                                                                | 3 – 0                                                                 | Australia                                                             | Amichevole                                                            | -                                                                     |                                                                       |
| 16-12-2010                                                            | Doha                                                                  | Qatar                                                                 | 2 – 1                                                                 | Egitto                                                                | Amichevole                                                            | -                                                                     | 81’                                                                   |
| 5-1-2011                                                              | Il Cairo                                                              | Egitto                                                                | 5 – 1                                                                 | Tanzania                                                              | Amichevole                                                            | -                                                                     |                                                                       |
| 9-1-2011                                                              | Il Cairo                                                              | Egitto                                                                | 1 – 0                                                                 | Uganda                                                                | Amichevole                                                            | -                                                                     | 62’                                                                   |
| 11-1-2011                                                             | Ismailia                                                              | Egitto                                                                | 3 – 0                                                                 | Burundi                                                               | Amichevole                                                            | -                                                                     | 76’                                                                   |
| 14-1-2011                                                             | Il Cairo                                                              | Egitto                                                                | 5 – 1                                                                 | Kenya                                                                 | Amichevole                                                            | 1                                                                     |                                                                       |
| 17-1-2011                                                             | Il Cairo                                                              | Egitto                                                                | 3 – 1                                                                 | Uganda                                                                | Amichevole                                                            | -                                                                     | 81’                                                                   |
| 26-3-2011                                                             | Johannesburg                                                          | Sudafrica                                                             | 1 – 0                                                                 | Egitto                                                                | Qual. Coppa d'Africa 2012                                             | -                                                                     |                                                                       |
| 5-6-2011                                                              | Il Cairo                                                              | Egitto                                                                | 0 – 0                                                                 | Sudafrica                                                             | Qual. Coppa d'Africa 2012                                             | -                                                                     |                                                                       |
| 14-11-2011                                                            | Doha                                                                  | Brasile                                                               | 2 – 0                                                                 | Egitto                                                                | Amichevole                                                            | -                                                                     | 30’ 85’                                                               |
| 15-8-2012                                                             | Salalah                                                               | Oman                                                                  | 1 – 1                                                                 | Egitto                                                                | Amichevole                                                            | -                                                                     |                                                                       |
| 28-12-2012                                                            | Doha                                                                  | Qatar                                                                 | 0 – 2                                                                 | Egitto                                                                | Amichevole                                                            | -                                                                     |                                                                       |
| 10-1-2013                                                             | Abu Dhabi                                                             | Ghana                                                                 | 3 – 0                                                                 | Egitto                                                                | Amichevole                                                            | -                                                                     | 20’                                                                   |
| 14-1-2013                                                             | Abu Dhabi                                                             | Costa d'Avorio                                                        | 4 – 2                                                                 | Egitto                                                                | Amichevole                                                            | -                                                                     |                                                                       |
| 6-2-2013                                                              | Madrid                                                                | Cile                                                                  | 2 – 1                                                                 | Egitto                                                                | Amichevole                                                            | -                                                                     |                                                                       |
| 7-3-2013                                                              | Al Rayyan                                                             | Qatar                                                                 | 3 – 1                                                                 | Egitto                                                                | Amichevole                                                            | -                                                                     | Cap. 81’                                                              |
| 22-3-2013                                                             | Alessandria d'Egitto                                                  | Egitto                                                                | 10 – 0                                                                | eSwatini                                                              | Amichevole                                                            | -                                                                     | 46’                                                                   |
| 26-3-2013                                                             | Alessandria d'Egitto                                                  | Egitto                                                                | 2 – 1                                                                 | Zimbabwe                                                              | Qual. Mondiali 2014                                                   | -                                                                     |                                                                       |
| 4-6-2013                                                              | Il Cairo                                                              | Egitto                                                                | 1 – 1                                                                 | Botswana                                                              | Amichevole                                                            | -                                                                     | 46’                                                                   |
| 9-6-2013                                                              | Harare                                                                | Zimbabwe                                                              | 2 – 4                                                                 | Egitto                                                                | Qual. Mondiali 2014                                                   | -                                                                     |                                                                       |
| 16-6-2013                                                             | Maputo                                                                | Mozambico                                                             | 0 – 1                                                                 | Egitto                                                                | Qual. Mondiali 2014                                                   | -                                                                     | Cap. 49’                                                              |
| 15-10-2013                                                            | Kumasi                                                                | Ghana                                                                 | 6 – 1                                                                 | Egitto                                                                | Qual. Mondiali 2014                                                   | -                                                                     | Cap.                                                                  |
| Totale                                                                |                                                                       | Presenze (7º posto)                                                   | 114                                                                   |                                                                       | Reti                                                                  | 1                                                                     |                                                                       |

## Palmarès

### Club

#### Competizioni nazionali
- Campionato egiziano: 7

Al-Ahly: 2004-2005, 2005-2006, 2006-2007, 2008-2009, 2009-2010, 2010-2011, 2013-2014
- Coppa d'Egitto: 3

Al-Ahly: 2003, 2006, 2007
- Supercoppa d'Egitto: 7

Al-Ahly: 2003, 2005, 2006, 2007, 2008, 2010, 2012

#### Competizioni internazionali
- CAF Champions League: 6

Al-Ahly: 2001, 2005, 2006, 2008, 2012, 2013
- Supercoppa d'Africa: 6

Al-Ahly: 2002, 2006, 2007, 2009, 2013, 2014

### Nazionale
- Coppa d'Africa: 3

Egitto 2006, Ghana 2008, Angola 2010